# Wappen Anguillas
Das Wappen Anguillas wurde am 30. Mai 1980 eingeführt, in dem Jahr, in dem die Insel den Status eines Britischen Überseegebiets erhielt.

## Beschreibung
Der Wappenschild zeigt ein silbernes Feld über einem blauen leeren Schildfuß. Drei rote ineinander zum Kreis gewundene Delfine schwimmen gegen den Uhrzeiger.

## Symbolik
Die drei roten Delfine stehen für Freundschaft, Wissen und Stärke. Der Kreis, den sie bilden, soll Kontinuität symbolisieren. Der untere Teil des Wappens ist türkisblau und soll Wasser darstellen und das Meer symbolisieren, von dem Anguilla als Insel eingeschlossen ist. 
Dieses Wappen ist auch auf der Flagge Anguillas dargestellt.